# Miodrag Stojković

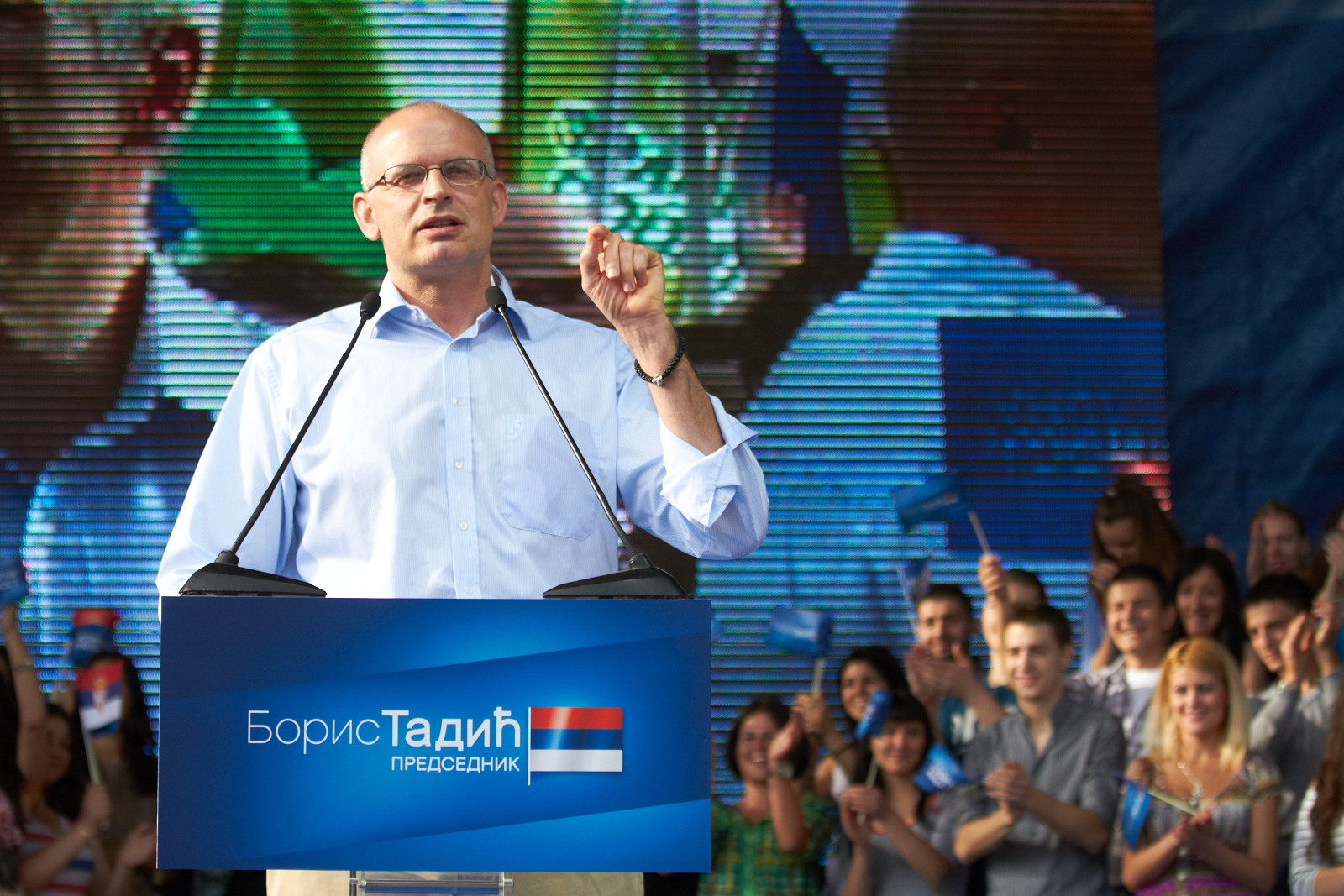
Miodrag Stojković 2012

Miodrag Stojković (* 5. Juli 1964 in Leskovac, Jugoslawien) ist ein serbischer Tiermediziner und Stammzellforscher.

## Leben
Stojković studierte von 1984 bis 1990 Tiermedizin an der Universität Belgrad, danach arbeitete er an der Ludwig-Maximilians-Universität (1993–1995). Als Postdoc war er ab September 1995 für die In-vitro-Produktion von Rinder-Embryos am Lehrstuhl für Molekulare Tierzucht und Biotechnologie der LMU München zuständig.
2001 gehört Stojković mit zu den Gründern des European College for Animal Reproduction (ECAR), gleichzeitig wird er Wissenschaftlicher Berater für die Unternehmen Therapeutic Human Polyclonals, Tyscon, USA und Agrobiogen GmbH, Laretzhausen.
2002 habilitierte sich Stojković an der LMU München, und arbeitete als Privatdozent am Lehrstuhl für Molekulare Tierzucht und Biotechnologie.
In die Diskussion im Rahmen der Ethikdebatte geriet Miodrag Stojković, als er nach Newcastle upon Tyne, Großbritannien ging, um auch an menschlichen embryonalen Stammzellen forschen zu können. Als erstem europäischem Forscher wurde ihm 2006 im Rahmen der Bekämpfung von Typ-1-Diabetes mellitus erlaubt, menschliche Zellen zu klonen.
Seiner Gruppe gelang es als erster embryonale Stammzellen aus arretierten Embryonen zu isolieren.
Seit Januar 2006 ist er stellvertretender Direktor des Prinz Felipe Forschungszentrums im spanischen Valencia.
2012 wurde er zum ordentlichen Mitglied der Academia Europaea gewählt.